# Le Hinglé
Le Hinglé (bret. An Hengleuz) – miejscowość i gmina we Francji, w regionie Bretania, w departamencie Côtes-d’Armor.
Według danych na rok 1990 gminę zamieszkiwały 732 osoby, a gęstość zaludnienia wynosiła 217 osób/km² (wśród 1269 gmin Bretanii Le Hinglé plasuje się na 703. miejscu pod względem liczby ludności, natomiast pod względem powierzchni na miejscu 1061.).